# Jimmy Crampton
Jimmy Crampton (né le 23 juillet 1949) est un athlète birman, spécialiste du demi-fond.
Il remporte le titre du 800 m lors des Jeux asiatiques de 1970 et participe aux Jeux olympiques d'été de 1972.